# Neukirch/Lausitz
Neukirch/Lausitz è un comune di 5.323 abitanti della Sassonia, in Germania.
Appartiene al circondario (Landkreis) di Bautzen (targa BZ).